# 22. september
22. september er dag 265 i året i den gregorianske kalender (dag 266 i skudår). Der er 100 dage tilbage af året.
Efterårsjævndøgn falder oftest den 22. eller 23. september, og mindre hyppigt 21. eller 24. september.
Mauritius' dag. Mauritius var hærfører fra Jerusalem, som sammen med sine 6.666 soldater blev dræbt af kejser Maximians hær, da de nægtede at ofre til de hedenske guder, og deltage i kristenforfølgelser.

### Begivenheder
Født - Dødsfald
- 1609 - En halv million maurere udvises af Spanien, efter at befolkningen er blevet opflammet af kirken.
- 1735 - Som den første engelske premierminister flytter Robert Walpole ind i 10 Downing Street, 5 minutters gang fra parlamentet.
- 1761 - George 3. krones som konge af Storbritannien.
- 1792 - Republikken Frankrig udråbes, og den revolutionære kalender indføres. Alle franskmænd skal nu tiltales "borger" eller "borgerinde".
- 1814 - I Wien tager repræsentanterne for Europas lande fat på selve arbejdet ved Wienerkongressen.
- 1827 - Englen Moroni åbenbarer sig for Joseph Smith på bjerget Cumorah og overdrager ham nogle guldplader med indskrifter. Tre år senere offentliggør Joseph Smith oversættelsen af teksten i "Mormons Bog".
- 1862 - USA's præsident Abraham Lincoln erklærer alle slaver frie fra 1. januar 1863.
- 1866 - Danmarks første roklub, Kvik stiftes i København.
- 1869 - Richard Wagners opera Rhinguldet uropføres i München.
- 1878 - Bulgarien bliver selvstændigt.
- 1888 - Enhederne 'ohm', 'volt' og 'ampere' gøres officielle på The Electrical Conference i Paris.
- 1914 - Tyske ubåde sænker 3 engelske krydsere ud for den skotske kyst.
- 1921 - Estland, Letland og Litauen optages i Folkeforbundet.
- 1944 - Vandtårnet ved Ringgadebroen i Århus sprænges i luften.
- 1947 - På et møde i Paris bliver rapporten om Marshall-planen godkendt af de 16 samarbejdende lande. Omkostningerne til genopbygningen er beregnet til 18,3 milliarder dollars.
- 1955 - Et militærkup afsætter den argentinske præsident Juan Perón.
- 1959 - FN's generalforsamling stemmer mod optagelse af Kina.
- 1960 - Mali bliver selvstændig, efter at have været en fransk koloni.
- 1964 - Slesvigsk Parti ryger ud af det danske folketing, og de tysksindede nordslesvigeres parti er hermed ikke længere repræsenteret i Folketinget.
- 1966 - Første Star Trek episode udsendes i USA.
- 1970 - Jordans hovedstad Amman bliver stærkt beskadiget under borgerkrigen mellem kong Husseins styrker og de palæstinensiske befrielsesbevægelser.
- 1972 - Ugandas præsident Idi Amin udviser 8.000 asiater, der får 2 dage til at rejse.
- 1980 - Krigen mellem Iran og Irak begynder.
- 1980 - Den nystiftede frie polske fagbevægelse Solidaritet (Solidarność) vælger Lech Walesa som den første formand.
- 1983 - Forfatteren Poul-Henrik Trampe forsvinder sporløst under sejlads med Oslo-båden.
- 1984 - På Venstres landsmøde i Herning vælges udenrigsminister Uffe Ellemann-Jensen med stort flertal til partiets nye landsformand.
- 1985 - 2.000 mennesker dør ved et alvorligt jordskælv i Mexico.
- 1994 - Sitcom'en Venner starter på NBC.
- 2004 - Tv-serierne Lost og Numb3rs har premiere på hhv.  American Broadcasting Company og Columbia Broadcasting System.
- 2006 - En række danske kommuner (bl.a. Århus, Silkeborg, Aalborg og Odsherred) rammes af strejker blandt pædagoger eller blokader fra forældre, der lammer daginstitutioner, og er en protest mod kommunale nedskæringer af børnepasning.

### Født
- 1515 - Prinsesse Anna af Kleve, kong Henrik 8.'s fjerde kone (død 1557).
- 1791 - Michael Faraday, engelsk fysiker og kemiker (død 1867).
- 1814 - J.E. Ohlsen, handelsgartner ("J.E. Ohlsens Enke").
- 1875 - Carl Grimberg, svensk historiker (død 1941).
- 1880 - Christabel Pankhurst, engelsk suffragette (død 1958).
- 1885 - Erich von Stroheim, østrigskfødt amerikansk filmskuespiller (død 1957).
- 1915 - Sigrid Horne-Rasmussen, dansk skuespillerinde (død 1982).
- 1924 - Rosamunde Pilcher, engelsk forfatter (død 2019).
- 1931 - Fay Weldon, engelsk forfatter (død 2023).
- 1932 - Ingemar Johansson, svensk bokser (død 2009).
- 1940 - Anna Karina, dansk-fransk fotomodel og skuespiller (død 2019).
- 1942 - David Stern, NBA kommisser (død 2020).
- 1951 - David Coverdale, engelsk rocksanger (Deep Purple).
- 1953 - Ségolène Royal, fransk politiker.
- 1957 - Nick Cave, australsk musiker.
- 1971 - Märtha Louise af Norge, prinsesse.
- 1976 - Ronaldo, brasiliansk fodboldspiller.
- 1979 - Emilie Autumn, Amerikansk sanger/sangskriver, poet, og violinist.
- 1987 - Tom Felton, britisk skuespiller.
- 1995 - Samuel Heller-Seiffert, dansk skuespiller.

### Dødsfald
- 530 - Pave Felix 3.
- 1539 - Guru Nanak, grundlægger af sikh-religionen (født 1469).
- 1952 - Kaarlo Juho Ståhlberg, Finlands første præsident (født 1865).
- 1985 - Axel Caesar Springer, tysk avis- og bladforlægger (født 1912).
- 1987 - Louis Philip Kentner, ungarskfødt britisk pianist (født 1905).
- 1989 - Irving Berlin, amerikansk komponist og tekstforfatter (født 1888).
- 1997 - Yokoi Shoichi, japansk værnepligtig soldat, som gemte sig i skoven på øen Guam i 27 år, fordi han ikke vidste 2. verdenskrig var slut (født 1915).
- 1999 - George C. Scott, amerikansk skuespiller (født 1927).
- 2001 - Isaac Stern, russisk-amerikansk violinist (født 1920).
- 2006 - Niels Erik Eskildsen, dansk politiker og rådmand (født 1954).
- 2007 - Marcel Marceau, fransk mimiker (født 1923).
- 2008 - Thomas Dörflein, tysk dyrepasser (født 1963).
- 2011 - Aristides Pereira, tidligere præsident af Kap Verde (født 1923).
- 2012 - Irving Adler, amerikansk forfatter og videnskabsmand (født 1913).
- 2015 - Yogi Berra, amerikansk baseballspiller (født 1925).

|  | Denne datoartikel kan blive bedre, hvis der indsættes et (bedre) billede Du kan hjælpe ved at afsøge Wikimedia Commons for et passende billede eller uploade et godt billede til Wikimedia Commons iht. de tilladte licenser og indsætte det i artiklen. |